# Premios del Público Cartelera de Teatro
6
Los Premios del Público Cartelera de Teatro, también mencionados como Premios Cartelera de Teatro, es una ceremonia anual realizada para reconocer a las obras más destacadas del año en la Ciudad de México.

## Historia
El sitio web especializado en teatro carteleradeteatro.mx establece los premios en el año 2016 con el objetivo de promocionar y difundir en periodos bimestrales las obras que se encuentran en la cartelera teatral de la Ciudad de México.
Desde 2017 se han realizado tres ceremonias de entrega (suspendiendo 2020 y 2021 por causa de la pandemia), las cuales se realizan de manera presencial y se transmiten a través de las plataformas del sitio. Retomó actividades para el periodo 2022-2023.
| Edición                                                     | Año                                   | Sede                                                                                                   | Conducción                   |
| ----------------------------------------------------------- | ------------------------------------- | --- | ---------------------------- |
| 1.ª edición de Los Premios del Público Cartelera de Teatro  | 8 de agosto de 2017                   | Círculo Cubano De México                                                                               | Maca Carriedo y Miguel Conde |
| 2.ª edición de Los Premios del Público Cartelera de Teatro  | 7 de agosto de 2018                   | Teatro Centenario Coyoacán                                                                             | Marisol Gasé y Miguel Conde  |
| 3.ª edición de Los Premios del Público Cartelera de Teatro  | 5 de agosto de 2019                   | Salón Patanegra                                                                                        | Alexis de Anda               |
| 4.ª edición de Los Premios del Público Cartelera de Teatro  | 28 de abril de 2023                   | Bistro 83                                                                                              | Majo Brunet                  |
| 5. ª edición de Los Premios del Público Cartelera de Teatro | 26 de abril de 2024                   | Se realizaron entregas en varios puntos de la CDMX.                                                    | Majo Brunet y Bernardo Vega. |
| 6. ª edición de Los Premios del Público Cartelera de Teatro | 28 de abril de 2025-4 de mayo de 2025 | Se realizó un desayuno con los nominados - entrega en los días posteriores en varios puntos de la CDMX | Majo Brunet y Bernardo Vega  |

## Categorías
El premio reconoce a seis categorías: Mejor obra, Mejor actriz, Mejor actor, Mejor dirección, Mejor dramaturgia y Mejor dirección de arte. Asimismo, se entrega un reconocimiento a la aportación teatral, algunos de los ganadores de este reconocimiento incluyen a Daniel Giménez Cacho y Gabriel Pascal en nombre del Teatro El Milagro, Sabina Berman por su aportación a la dramaturgia mexicana e Itari Marta y Bruno Bichir a nombre del Foro Shakespeare.
El Comité de Nominaciones compuesto por el Comité Organizador y el Comité Editorial de los Premios Cartelera de Teatro decide las obras elegidas cada bimestre tomando en cuenta diversos factores: métricas dentro del sitio, relevancia para la audiencia teatral en México, propuesta artística, propuesta visual, conexión con el público, calidad técnica, particularidad del tema.
Los encargados de votar a los ganadores es un jurado integrado por personas del público que son elegidos cada año a través de una convocatoria abierta.
Categorías:
1. Mejor Obra
2. Mejor Directora
3. Mejor Director
4. Mejor Actriz
5. Mejor Actor
6. Mejor Dramaturgia
7. Mejor Diseño de Arte
8. Reconocimiento a la aportación teatral

## Ganadoras a Mejor Obra
| Año                                                             | Obra ganadora                                                |
| --------------------------------------------------------------- | ------------------------------------------------------------ |
| 1.ª edición de Los Premios del Público Cartelera de Teatro 2017 | Noche de reyes                                               |
| 2.ª edición de Los Premios del Público Cartelera de Teatro 2018 | La divina Ilusión y El Hilador (compartieron reconocimiento) |
| 3.ª edición de Los Premios del Público Cartelera de Teatro 2019 | El donador de almas                                          |
| 4.ª edición de Los Premios del Público Cartelera de Teatro 2023 | Indecente                                                    |
| 5.ª edición de Los Premios del Público Cartelera de Teatro 2024 | El padre y Emilia (compartieron reconocimiento)              |
| 6.ª edición de Los Premios del Público Cartelera de Teatro 2025 | Asesinato para dos                                           |

## Mejor Actriz
| Año                                                             | Mejor Actriz                                                                                        |
| --------------------------------------------------------------- | --------------------------------------------------------------------------------------------------- |
| 1.ª edición de Los Premios del Público Cartelera de Teatro 2017 | Julieta Egurrola – Después del ensayo                                                               |
| 2.ª edición de Los Premios del Público Cartelera de Teatro 2018 | Blanca Guerra – El zoológico de cristal                                                             |
| 3.ª edición de Los Premios del Público Cartelera de Teatro 2019 | Arcelia Ramírez – Buenas personas                                                                   |
| 4.ª edición de Los Premios del Público Cartelera de Teatro 2023 | Majo Pérez - Indecente                                                                              |
| 5.ª edición de Los Premios del Público Cartelera de Teatro 2024 | Margarita Sanz - La Golondrina Arcelia Ramírez - Todos eran mis hijos (Compartieron reconocimiento) |
| 6.ª edición de Los Premios del Público Cartelera de Teatro 2025 | Vicky Araico - Hasta encontrarte                                                                    |

## Mejor Actor
| Año                                                             | Mejor Actor                                                                                      |
| --------------------------------------------------------------- | ------------------------------------------------------------------------------------------------ |
| 1.ª edición de Los Premios del Público Cartelera de Teatro 2017 | Luis C. Villarreal – RENT                                                                        |
| 2.ª edición de Los Premios del Público Cartelera de Teatro 2018 | Joaquín Cosío – La desobediencia de Marte                                                        |
| 3.ª edición de Los Premios del Público Cartelera de Teatro 2019 | Rogelio Suárez – El beso de la mujer araña                                                       |
| 4.ª edición de Los Premios del Público Cartelera de Teatro 2023 | Daniel Giménez Cacho – NETWORK Roberto Beck – Inteligencia Actoral (Compartieron reconocimiento) |
| 5.ª edición de Los Premios del Público Cartelera de Teatro 2024 | Luis de Tavira– El Padre                                                                         |
| 6.ª edición de Los Premios del Público Cartelera de Teatro 2025 | Aldo Guerra - Asesinato para dos                                                                 |

## Mejor Dirección
| Año                                                             | Mejor Dirección                     |
| --------------------------------------------------------------- | ----------------------------------- |
| 1.ª edición de Los Premios del Público Cartelera de Teatro 2017 | Alonso Íñiguez – Noche de reyes     |
| 2.ª edición de Los Premios del Público Cartelera de Teatro 2018 | Paula Zelaya Cervantes – El hilador |
| 3.ª edición de Los Premios del Público Cartelera de Teatro 2019 | Ro Banda – El donador de almas      |
| 4.ª edición de Los Premios del Público Cartelera de Teatro 2023 | Cristian Magaloni – Indecente       |
| 5.ª edición de Los Premios del Público Cartelera de Teatro 2024 | Diana Sedano – ¡Violencia!          |
| 6.ª edición de Los Premios del Público Cartelera de Teatro 2025 | Anaí Allué - Asesinato para dos     |

## Mejor Diseño de Arte
| Año                                                             | Mejor Diseño de Arte                                                                                    |
| --------------------------------------------------------------- | --- |
| 1.ª edición de Los Premios del Público Cartelera de Teatro 2017 | Sergio Villegas y Edyta Rzewuska - 3 días en mayo                                                       |
| 2.ª edición de Los Premios del Público Cartelera de Teatro 2018 | Sergio Villegas, Matías Gorlero, Sara Salomón - El hilador                                              |
| 3.ª edición de Los Premios del Público Cartelera de Teatro 2019 | Adrián Martínez Frausto, Emilio Zurita, Regina Morales, Carlos Atienza y Estela Fagoaga - Hello, Dolly! |
| 4.ª edición de Los Premios del Público Cartelera de Teatro 2023 | Emilio Zurita, Sara Salomón – Indecente                                                                 |
| 5.ª edición de Los Premios del Público Cartelera de Teatro 2024 | Daniela García Moreno, María Vergara y Giselle Sandiel - Emilia                                         |
| 6.ª edición de Los Premios del Público Cartelera de Teatro 2025 | Jerildy Bosch y Jesús Hernández - Los empeños de una casa                                               |

## Mejor Dramaturgia (a partir de 2024 Mejor Dramaturgia en Español)
| Año                                                             | Mejor Dramaturgia                            |
| --------------------------------------------------------------- | -------------------------------------------- |
| 1.ª edición de Los Premios del Público Cartelera de Teatro 2017 | Alberto Conejero – La piedra oscura          |
| 2.ª edición de Los Premios del Público Cartelera de Teatro 2018 | Paula Zelaya Cervantes – El hilador          |
| 3.ª edición de Los Premios del Público Cartelera de Teatro 2019 | Adrián Chávez – El donador de almas          |
| 4.ª edición de Los Premios del Público Cartelera de Teatro 2023 | Paula Vogel – Indecente                      |
| 5.ª edición de Los Premios del Público Cartelera de Teatro 2024 | Valeria Loera – ¡Violencia!                  |
| 6.ª edición de Los Premios del Público Cartelera de Teatro 2024 | Vicky Araico y Nir Paldi - Hasta encontrarte |

## Reconocimiento a la aportación teatral
| Año                                                             | Reconocimiento     |
| --------------------------------------------------------------- | ------------------ |
| 1.ª edición de Los Premios del Público Cartelera de Teatro 2017 | Foro Shakespeare   |
| 2.ª edición de Los Premios del Público Cartelera de Teatro 2018 | Teatro El Milagro  |
| 3.ª edición de Los Premios del Público Cartelera de Teatro 2019 | Sabina Berman      |
| 4.ª edición de Los Premios del Público Cartelera de Teatro 2023 | El Círculo Teatral |
| 5.ª edición de Los Premios del Público Cartelera de Teatro 2024 | Susana Alexander   |